# Hotzenwald-Querweg
Der Hotzenwald-Querweg ist eine zweitägige 46 Kilometer lange Wanderstrecke durch den südlichen Schwarzwald von Schopfheim nach Waldshut. Der Begriff Hotzenwald für die durchwanderte Gegend leitet sich aus Joseph Victor von Scheffels Roman Der Trompeter von Säckingen ab. Der Wanderweg wird vom Schwarzwaldverein gepflegt und betreut. Sein Wegzeichen ist eine weiß-schwarze Raute auf gelbem Grund.

## Kurzbeschreibung
Der Hotzenwald-Querweg führt von Schopfheim im Wiesental über den Dinkelberg und durch das Wehratal mit dem Wehra-Stausee nach Herrischried. Am zweiten Tag geht die Wanderung von dort durch das Murg- und das Albtal nach Waldshut. Auf den zwischen den Tälern liegenden Bergen bieten sich prächtige Ausblicke auf den Hochrhein, den Schweizer Jura und die Alpen im Süden sowie die Berge des Hochschwarzwalds im Norden.

## Tagestouren/Etappen

### Erste Etappe: Schopfheim – Herrischried
- Distanz: 23 Kilometer
- Gehzeit: ca. 6 Stunden

| Ort/Sehenswürdigkeit | Strecke (km) | Höhe (m ü. NHN) | Weitere Informationen |
| -------------------- | ------------ | --------------- | --- |
| Bahnhof Schopfheim   | 0,0          | 0.373           | |
| Eichen               | 1,5          | 0.390           | Ortsteil von Schopfheim                                                                                                   |
| Eichener See         | 2,0          | 0.490           | Der See ist als mit Wasser gefüllte Doline nur in regenreichen Jahren zu sehen, ansonsten sieht man nur eine Wiesenmulde. |
| Hasel                | 4,5          | 0.401           | Kreuzung mit dem Westweg                                                                                                  |
| Wehra-Stausee        | 3,0          | 0.420           | |
| Hornberg             | 7,0          | 0.968           | Gasthaus |
| Ödlandkapelle        | 2,0          | 1.026           | |
| Herrischried         | 3,0          | 0.874           | |

### Zweite Etappe: Herrischried – Waldshut
- Distanz: 23 Kilometer
- Gehzeit: ca. 6 Stunden

| Ort/Sehenswürdigkeit | Strecke (km) | Höhe (m ü. NHN) | Weitere Informationen         |
| -------------------- | ------------ | --------------- | ----------------------------- |
| Herrischried         | 0,0          | 874             |                               |
| Giersbach            | 1,5          | 860             |                               |
| Gugelturm            | 1,0          | 997             | Aussichtsturm Grillhütte      |
| Engelschwand         | 0,5          | 912             | Ortsteil von Görwihl          |
| Görwihl              | 7,5          | 671             | Gasthaus                      |
| Albschlucht          | 1,5          | 507             |                               |
| Unteralpfen          | 4,0          | 608             | Ortsteil von Albbruck         |
| Eschbach             | 4,0          | 463             | Ortsteil von Waldshut-Tiengen |
| Waldshut             | 3,0          | 315             | Kreuzung mit dem Mittelweg    |